# Mariners del Canigó
Mariners del Canigó son un grup d'havaneres del Rosselló, que a més de l'àmbit catalanoparlant, han fet concerts a Cuba i Escòcia.
- Havaneres i Mata-burros - 2019
- 21 Anys d'Havaneres i Cançons Catalanes – 2014
- mariners i sirenes – 2011
- 15 anys d'Havaneres en directe – (Audiovisuals de Sarrià, 2008)[3]
- Havaneres de Calella al Vallespir – 2006
- Havaneres de Cuba i Catalunya – 2002
- Havaneres i cançons Catalanes – 1998
- Havaneres i cants popular III – 1998
- Havaneres i cants popular II – 1996
- Havaneres i cants popular I – 1995